# Madavara, Koratagere
Madavara là một làng thuộc tehsil Koratagere, huyện Tumkur, bang Karnataka, Ấn Độ.